# Rock gótico
Rock gótico (por vezes conhecido simplesmente como gótico, música gótica, ou pelo anglicismo gothic rock ou goth rock) é um estilo de rock que emergiu do pós-punk e glam rock no final da década de 1970.
De acordo com ambos, Pitchfork e NME, as primeiras bandas pós-punk que adotaram uma abordagem niilista e temas góticos incluem Siouxsie and the Banshees, Joy Division, Bauhaus e The Cure.
É incerto definir qual foi o primeiro grupo ou trabalho que deu origem ao estilo, sendo que o mesmo é consequência de várias experimentações atmosféricas e de arte no rock desde a década de 1960. É notório que o disco The Scream de Siouxsie and the Banshees lançado em 1978 possui uma faixa intitulada "Switch" que já carregava uma atmosfera soturna e melancólica, Unknown Pleasures de Joy Division de 1979 também é frequentemente citado. A maioria dos críticos consideram o lançamento do single "Bela Lugosi's Dead" de Bauhaus em 1979 como o marco inicial do gênero. O estilo gótico no rock logo ganhou adeptos na década de 1980.
O rock gótico é definido pela instrumentação tipicamente associada ao rock, incluindo guitarra, baixo, bateria e teclado, mas que se destaca do rock convencional por sua sonoridade mais sombria, com acordes menores ou graves, reverbs, arranjos ou melodias dramáticas, agourentas e melancólicas, tendo inspirações na ficção gótica aliando-se a temas como tristeza, existencialismo, niilismo, romantismo sombrio, fantasia sombria, tragédia e melancolia, muitas vezes abordados de forma poética. As sensibilidades do estilo levaram à abordagens líricas profundas, frequentemente abordando o mal do século e a idealização romântica da morte e do imaginário sobrenatural. Muitas bandas do gênero (como Noctivagus, Inkubus Sukkubus e Nosferatu) podem ainda incluir temas como paganismo e vampirismo em suas letras.
O rock gótico é associado a uma subcultura mais ampla que inclui estilo de vida, clubes, moda, fanzines, revistas e publicações desde a década de 1980.

## Contexto
O termo "gótico", que originalmente significa apenas relativo a godos ou proveniente deles, foi usado a partir do início da renascença, para designar de forma depreciativa a produção cultural ocorrida entre os séculos XII e XV e posteriormente de toda Idade Média, a qual foi associado o conceito de "idade das trevas", em oposição à nova idade da razão ou da Luz: o iluminismo (XVII e XVIII). Mas nos séculos XVIII e XIX, por exemplo, gótico foi associado ao período medieval e aplicado à literatura. Além disso, o termo goticismo tem origem inglesa, gothicism, e relaciona-se apenas à literatura. Gótico denota à arquitetura gótica, com grandes catedrais góticas.

### Literatura gótica
A literatura gótica inicia-se no século XVIII, com uma de suas obras representativas, O Castelo de Otranto de 1764, de Horace Walpole. Características comuns incluem o medieval, o drama, a melancolia, o obscuro e o sombrio, que sempre esteve relacionado aos medos imaginários antigos da humanidade, fazendo surgir criaturas sobrenaturais, místicas e grotescas como fantasmas, bruxas, monstros e vampiros, localidades dramáticas, decadentes e remetentes a morte como castelos, ruínas, florestas e cemitérios, contos e simbolismos sombrios como o romance gótico, a névoa e a noite — autores como Edgar Allan Poe, Mary Shelley e Bram Stoker foram expoentes neste estilo. Obras como Frankenstein de Mary Shelley e Drácula de Bram Stoker são considerados entre os mais representativos do gótico na literatura. 

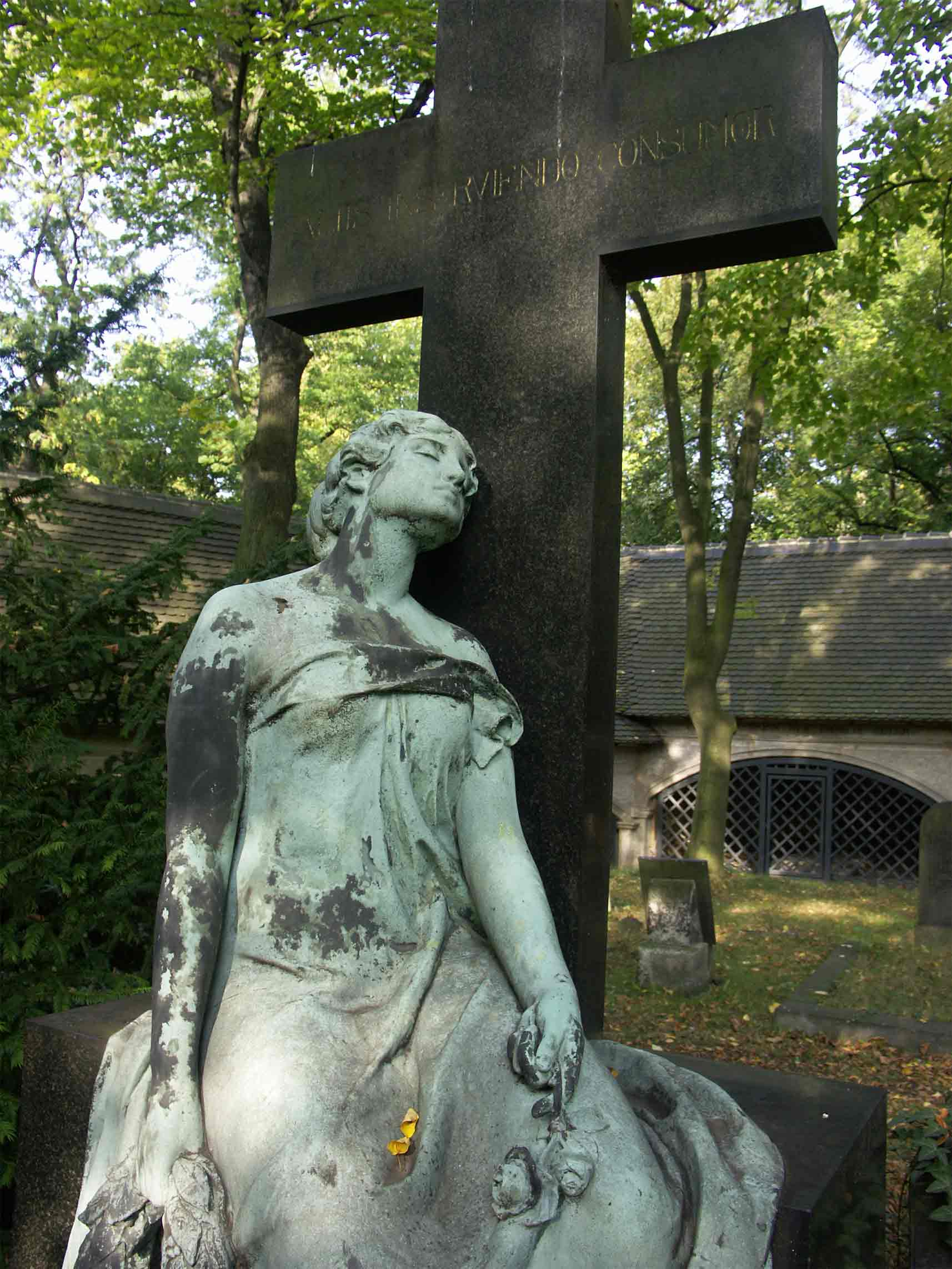
Esculturas tumulares podem simbolizar, além da morte, tristeza, lamento ou melancolia, temas líricos comumente encontrados em canções góticas.

### Expressionismo alemão
Durante o século XX do período entreguerras, elementos da literatura gótica ressurgem na era do expressionismo alemão da década de 1920, uma nova forma de cinema com temas sombrios de suspense policial e mistério em um ambiente urbano surgiu, personagens bizarros e assustadores, a imagem de artistas pálidos com cabelos negros, uma distorção da imagem devido a uma excessiva dramaticidade, tanto na atuação quanto na maquiagem, na cenografia fantástica de recriação do imaginário humano. Filmes de terror do cinema mudo como The Sorrows of Satan (1926), Nosferatu, Eine Symphonie des Grauens (1922) e Das Cabinet des Dr. Caligari (1920) de Robert Wiene, filme cujas imagens trouxeram novos sentidos para uma nova geração de espectadores. O imaginário gótico aliava-se a uma identidade visual, herdando ecos de uma literatura nascida no período romântico. O gótico então ganhava forma sob uma entusiasmante paleta de referências.

### Influências do gótico no rock
Desde a década de 1960, novas formas de música com teor artístico e experimental dentro do rock estavam em ascensão. Parte das raízes do rock gótico estavam no glam rock de David Bowie e Roxy Music e no rock experimental, krautrock e rock psicodélico do final da década de 1960 de Kraftwerk, Velvet Underground, Nico e The Doors. Na década de 1970, o glam rock foi marcado por roupas extravagantes, pela ambiguidade sexual e performances teatrais. Eram os tempos de androginia, suas músicas agitadas de rock n' roll esbanjavam energia sexual e preservava um certo lado noir. David Bowie foi considerado um marco no gênero. A ênfase lírica abordava a "revolução adolescente", assim como uma ampla notoriedade na direção de temas heterosexuais, sobre a decadência e fama. Por outro lado, parte dos jovens já não via o mundo de uma forma colorida e otimista, as subsociedades precisavam expressar essas novas percepções do mundo de diferentes maneiras e uma subcultura com predileção por temas românticos e sombrios surgiu.
Bandas pós-punk como Siouxsie & The Banshees, Joy Division, Bauhaus e The Cure misturavam efeitos eletrônicos, baixos graves com melodias e paisagens sonoras decadentes, uma repetitiva e onipresente bateria e vocais dramáticos para cantar sua visão pessimista do mundo.
O single de estreia da banda britânica Bauhaus, "Bela Lugosi's Dead", é considerado o precursor do rock gótico e tem sido imensamente influente na subcultura gótica contemporânea. Segundo um artigo do The Guardian intitulado "Bauhaus invent goth":

O single de estreia da banda de Northampton parecia um modelo improvável para outras bandas seguirem: uma sombria linha de baixo descendente repetindo-se por quase 10 minutos, com um padrão de bateria e uma preponderância de efeitos de eco evidentemente derivados do dub, encimado por ruído de guitarra irregularmente abstrato. “Bela Lugosi's Dead” teria sido apenas mais uma experimentação pós-punk se não fosse pela letra, que mostrava o funeral da estrela de Drácula, com morcegos voando e noivas virgens marchando em frente ao seu caixão. O efeito foi tão irresistivelmente teatral que dezenas de bandas se formaram em seu rastro. Tantos, de fato, que o gótico rapidamente se tornou um gênero musical muito codificado.

## Características
As principais características do rock gótico podem ter surgido de vários experimentos musicais dentro do rock no final da década de 1960 até meados da década de 1970, mais especificamente na Alemanha Ocidental e no Norte da Inglaterra, que se mesclaram a uma situação de tédio cultural e decadência social, no niilismo, uma predileção por temas poéticos que misturam obsessão pela morte, decadência, obscuridade e romantismo.
O rock gótico, de acordo com o AllMusic, "pegou as baterias tribais e as guitarras processadas do pós-punk e as usou para construir paisagens sonoras agourentas, tristes e de mal presságio". O estilo tinha letras introspectivas ou pessoais, mas de acordo com AllMusic, "sua sensibilidade poética logo levou a um gosto pelo romantismo literário, morbidez, simbolismo religioso ou misticismo sobrenatural". Muitos grupos de rock gótico caracteriza uma ênfase na atmosfera melancólica, sombria ou fúnebre – paisagens obscuras construídas através de teclados ou melodias mínimas e atmosféricas de guitarra (muitas vezes com uso de efeitos como eco, delay e reverb) e baixo excessivamente destacado, produzindo uma sonoridade "cavernosa" e grave. Vocalistas do gênero podem cantar em tons dramáticos, barítonos ou ecoantes.
Além das já citadas características da literatura gótica, várias outras culturas "marginais" e movimentos artísticos literários influenciaram o rock gótico. Um dos mais importantes foi a tradição literária do romantismo e do mal do século que teve figuras expoentes como Lord Byron, bem como costumes da era Vitoriana, o romance sombrio de Edgar Allan Poe, elementos e símbolos da antiga cultura egípcia, a mitologia cristã, o simbolismo, o surrealismo e parte da filosofia pessimista de Friedrich Nietzsche compuseram uma colagem de referências culturais presentes em canções góticas.
Nick Kent revisou um concerto do Siouxsie & The Banshees em julho de 1978, dizendo: “paralelos e comparações podem agora ser desenhados com arquitetos do rock gótico como o Doors e, certamente, Velvet Underground”. O músico Bernard Sumner, integrante das bandas Joy Division e New Order, ao fazer um comentário sobre o filme da era expressionista, Nosferatu, Eine Symphonie des Grauens, disse: “A atmosfera é realmente maléfica, mas você se sente à vontade dentro dela”.

## História

### Raízes e influências
O termo gothic rock foi cunhado pelo crítico de música John Stickney em 1967 para descrever um encontro que ele teve com Jim Morrison em uma adega mal iluminada, que ele chamou de "o quarto perfeito para honrar o rock gótico dos Doors". Nesse mesmo ano, a música do Velvet Underground "All Tomorrow's Parties" criou uma espécie de "obra-prima hipnotizante do rock gótico" de acordo com o historiador da música Kurt Loder.Incentivada por Jim Morrison, Nico gravou em 1969 o disco vanguardista The Marble Index de atmosfera sombria e radical que lançou as bases do gótico, vindo a influenciar diversas bandas surgidas na década seguinte. 

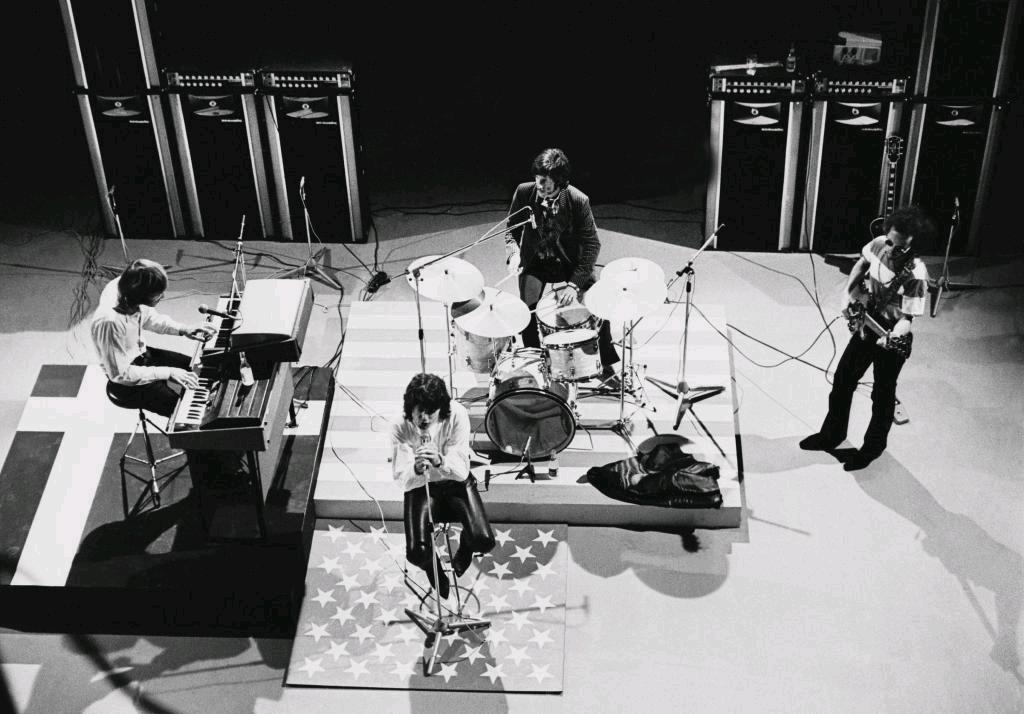
The Doors se apresentando ao vivo em 1968. Eles foram citados como uma grande influência para o rock gótico.

No final dos anos 1970, o adjetivo gótico foi usado para descrever a atmosfera sombria que as vezes pairava no pós-punk exercido por bandas como Siouxsie and the Banshees, Magazine e Joy Division, por vezes sendo cunhado o termo "dark post-punk" para descrever sua sonoridade. Em março de 1979, em sua resenha do segundo álbum do Magazine Secondhand Daylight, Nick Kent observou que havia "um novo senso de autoridade austero", com um "som neo-gótico úmido". Mais tarde naquele ano, o termo também foi usado pelo gerente do Joy Division em 15 de setembro em uma entrevista para o programa de TV da BBC Something Else. Wilson descreveu o Joy Division como "gótico" em comparação com o pop mainstream, logo antes de uma apresentação ao vivo da banda. O termo foi posteriormente aplicado a "bandas mais novas" como Bauhaus, que havia chegado na esteira do Joy Division e Siouxsie and the Banshees. O primeiro single do Bauhaus lançado em agosto de 1979, "Bela Lugosi's Dead", é geralmente creditado como o ponto de partida do gênero.

#### Glam rock

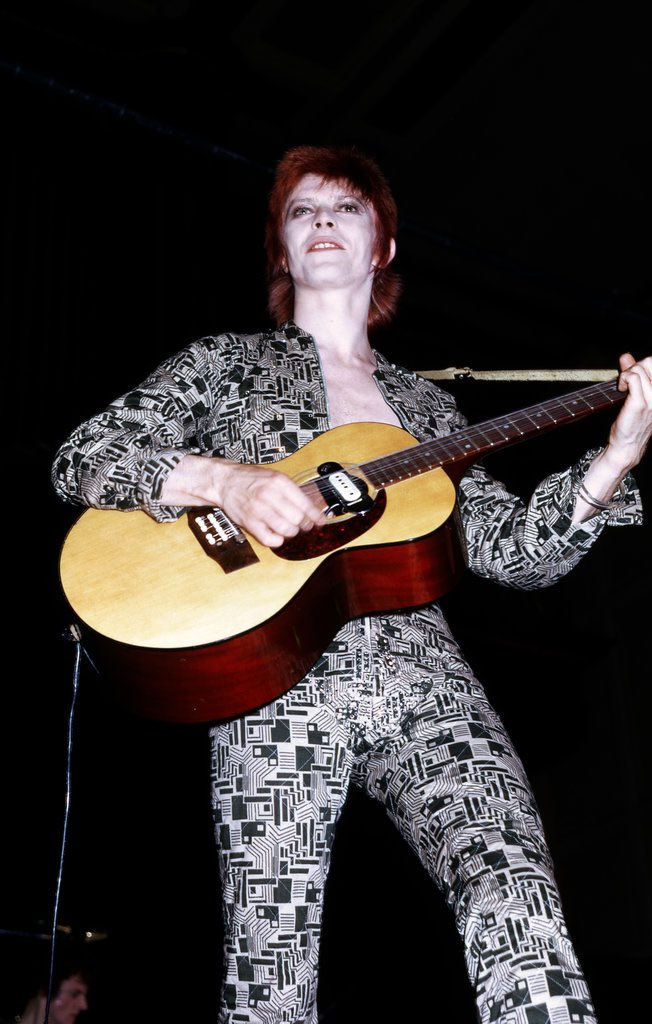
David Bowie foi considerado ícone do glam rock, mais tarde influenciando muitas bandas pós-punk que ajudaram a desenvolver o rock gótico.

Cheio de plataformas altas, maquiagem, brilhos e cílios postiços, o glam rock ganhou o território norte-americano, talvez graças ao The New York Dolls. A banda fazia um rock simples e básico, que posteriormente seria chamado de proto punk; porém sua estética feminina era o que chamava mais atenção: roupas de mulher, batom e maquiagem borrada. A diferença entre eles e os personagens de David Bowie eram bem vísiveis. Mas foi assim que o glam foi trazido da Inglaterra para os Estados Unidos.
Outra invenção destacada de Bowie se chamava Ziggy Stardust, personagem encarnado pelo músico no disco The Rise and Fall of Ziggy Stardust and the Spiders from Mars. Ziggy era um alienígena andrógino e bissexual, por isso Bowie tingiu os cabelos de ruivo, pôs uma maquiagem exagerada e roupas escalafobéticas com ar feminino e seguiu a turnê desse modo, acompanhado por sua banda The Spiders From Mars. Chegou uma hora que ninguém sabia quem era David Bowie e quem era Ziggy; o autor acabou por se fundir totalmente ao personagem.
Não só Bowie e seu famoso alien foram de fatal importância para a cena gótica, mas também o Velvet Underground, o ex-Stooges Iggy Pop e outros (Waiting for the Man, do Velvet Underground, e Telegram Sam do T-Rex, por exemplo, também receberam cover do Bauhaus). O Álbum Diamond Dogs (1974), de David Bowie possui músicas apocalípticas e sombrias como We are the Dead. O que fez a fama do cantor foi mesmo o glam rock, movimento do qual Bowie virou um ícone, baseado nas já citadas características (androginia, temas obscuros glamurizados, roupas escandalosas etc.). Definitivamente uma ponte muito próxima para o rock gótico, o glam rock surgiu para salvar a psicodelia da defasagem, mas oficialmente acabou em 75; as bandas que ainda faziam uso do experimentalismo, um pouco da estética e temas do glam acabaram por serem intituladas como punk, por isso, talvez, em 78 o termo estivesse entrando em desgaste. Logo convencionou-se re-intitular essas bandas como bandas new wave, e a Europa ocidental tratou de divulgar o termo, já que todas as bandas surgidas na 2ª metade da década de 70 eram new wave ou nueva olla ou nouvelle vague, não importando necessariamente seu estilo musical ou sua origem; depois de um tempo, também se tornou divulgado o termo pós-punk, principalmente na Inglaterra, que seguia o mesmo conceito de rotulação das bandas novas, mas ao invés de usar a expressão new wave, os jornalistas musicais preferiam o post-punk. A seguir, já no início dos anos 80, as bandas com visual e temas mais pops passaram a ser new wave, enquanto que as mais undergrounds eram pós-punk. Ainda então, bandas da subcultura gótica eram classificadas de ambas as formas. Mas posteriormente deixou-se o new wave para bandas com um visual mais colorido (um bom exemplo são os The B-52's) e para as bandas que adotaram uma tendência mais sombria acabaram por serem pejorativamente rotulados de góticos, ou darks, como ficou conhecido no Brasil; o fato é que acabou pegando essas nomenclaturas em todos os casos mencionados. Mesmo esteticamente, o glam preservava um lado noir (sombrio). Algumas bandas como Bauhaus e Specimen que estão entre as que deram origem ao rock gótico, não se diferenciam em quase nada das bandas incluídas no glam rock quanto à sua sonoridade. Da influência de Bowie ainda se pode dizer muito, tanto em música como em outros aspectos da subcultura. É muito provável que góticos usem ankhs só por causa dele. No filme The Hunger, Bowie interpreta um vampiro e usa um exemplar para ferir a jugular de sua vitimas já que não tinha dentes afiados. Essa imagem também ficou marcada pelo fundo musical de quando ele saí à caça de uma presa com sua companheira ao som de "Bela Lugosi's Dead", da banda Bauhaus. Esta mesma canção surgia nos momentos iniciais de The Hunger. As qualidades performativas da banda, focadas aqui nos gestos e rosto do seu vocalista Peter Murphy, servia como uma luva à cena que os mostrava, dentro de uma jaula em plena atuação num clube sob o atento olhar de dois rostos que congeminam algo de sinistro que se sentia à ganhar forma. O Bauhaus traduziu o tom assombrado que aquela sequência exigia, lançado as pistas para um mundo de visões sombrias, por vezes mórbidas que entretanto, ganhara demais seguidores entre outros descendentes das mesmas heranças encontradas entre ecos do glam rock (sobretudo na inspiradora figura de David Bowie) e de mais recentes tendências em marcha no terreno pós-punk.
Algumas bandas não assumiram o termo e ficavam situadas tranquilamente entre esses movimentos, como Siouxsie & the Banshees e The Cure. Por outro lado, bandas com estilo musical claramente gótico buscavam calcar sua imagem com um estilo completamente diferente para evitar rotulações fáceis porém indesejadas. Um bom exemplo é o Fields of the Nephilim e sua aparência de gangue criminosa do velho oeste norte-americano.

### A cena pós-punk inglesa
As primeiras bandas góticas da cena pós-punk inglesa eram mais pessoais e introvertidas, com elementos de movimentos literários como ficção gótica, romantismo e niilismo. As primeiras bandas consideradas góticas foram:  Siouxsie & the Banshees, Joy Division, The Cure e Bauhaus. Embora, como já foi dito, nem todas aceitem de bom grado o termo.

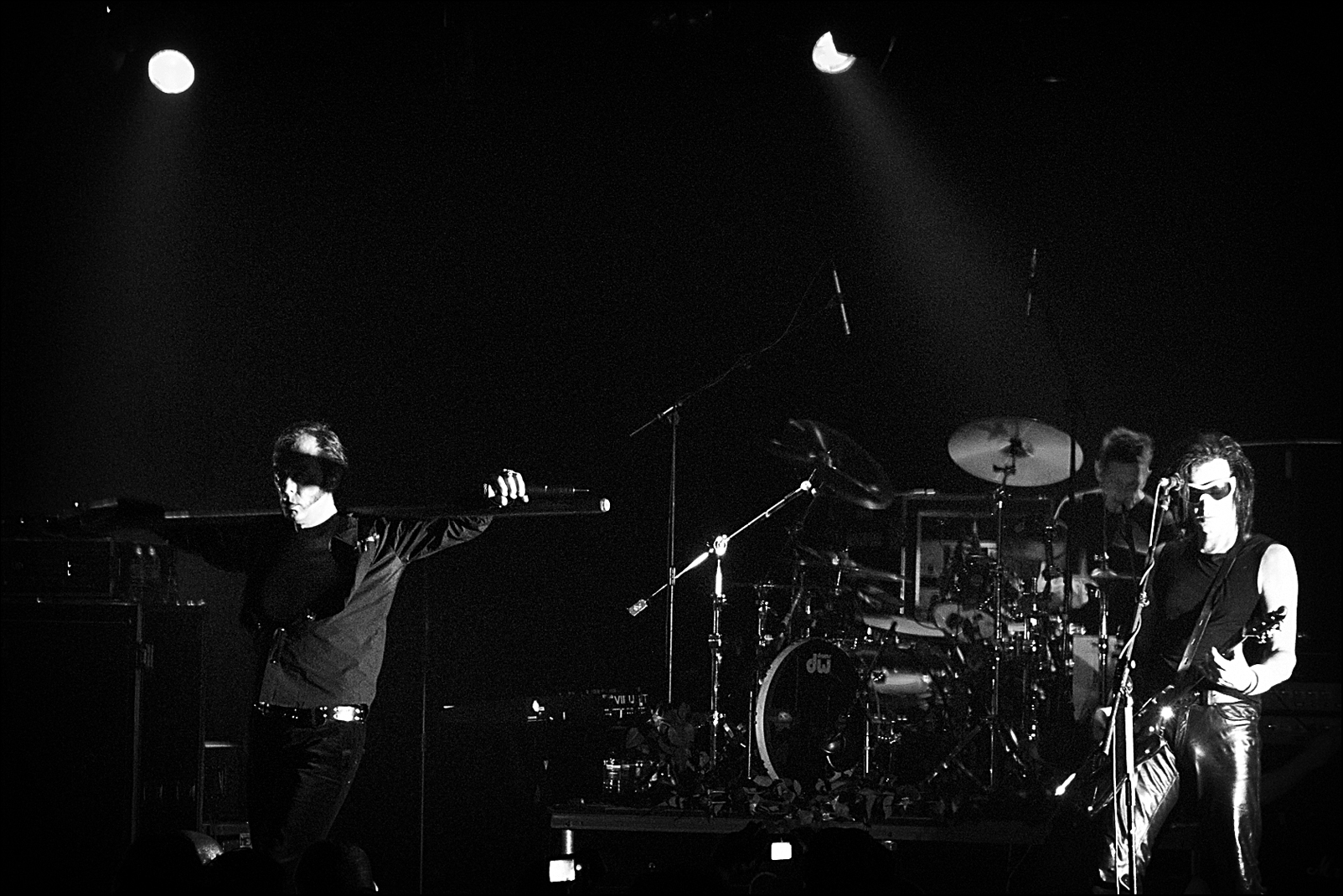
Bauhaus em concerto (2006)

Bauhaus é considerada uma das bandas pioneiras do gênero. Surgiram em meados de 1978. “Bela Lugosi's Dead” é um épico com nove minutos de duração, seu single foi lançado pelo selo independente Small Wonder. Bela Lugosi foi um ator que ficou marcado pela interpretação do clássico Drácula, de Bram Stoker. Apesar de não ter sido exatamente um sucesso de vendas, a música definiu tudo aquilo que seria o rock gótico (guitarras fálicas distantes do resto dos instrumentos e um vocal que se mistura a todo o resto como que solto no espaço), e se manteve nas paradas independentes da Inglaterra por anos e anos.  Como já foi dito, a ausência de cores e o inconformismo vinham da desconfiança no futuro, graças ao período nuclear da guerra fria, da cortina de ferro, e de crise econômica. A voz e os trejeitos de Peter Murphy, onde se via um comportamento meio glam (influências diretas dos primeiros álbuns solo de Iggy Pop, produzidos por seu amigo David Bowie) é uma presença forte e contribuiu para o culto da banda. O primeiro álbum do Bauhaus foi In the Flat Field, mas o segundo, de 81, Mask, revelou uma maior ambição musical dos “pais do rock gótico”. Os elementos eletrônicos misturados à já conhecida fórmula dark gerou um álbum considerado por alguns como ainda melhor que seu predecessor, e que teria dado origem ao que alguns chamam de darkwave. Entre as bandas mais conhecidas, até pelos não aprofundados no cerne gótico, além de Bauhaus, estejam ainda Siouxsie and the Banshees, The Cure e Joy Division.

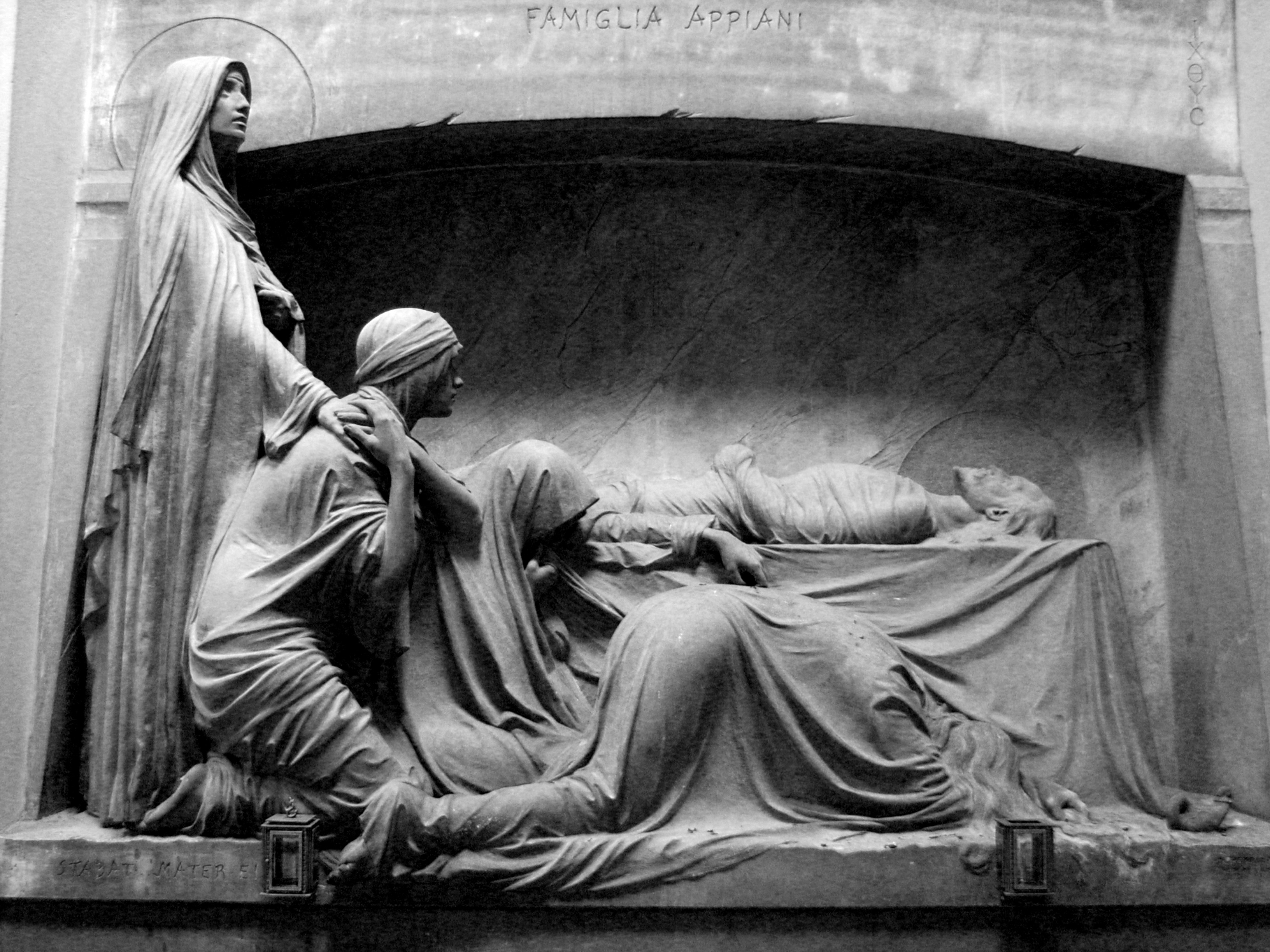
O túmulo da família Appiani, como visto no Cemitério Monumental de Staglieno, Itália. Uma fotografia desta tumba adorna a capa do segundo e último álbum de estúdio de Joy Division, Closer.

Apesar de sua curta carreira, o Joy Division exerceu uma influência de amplo alcance e alcançou ampla aclamação da crítica. John Bush, do AllMusic, argumenta que o Joy Division "se tornou a primeira banda no movimento pós-punk ao... enfatizar não a raiva e a energia, mas o humor e a expressão, apontando para o surgimento da música alternativa melancólica nos anos 1980". A sonoridade sombria da banda, que Martin Hannett descreveu em 1979 como "música dançante com conotações góticas", pressagiava o rock gótico. Enquanto o termo "gótico" originalmente descrevia uma "atmosfera pessimista" na música do final dos anos 1970, o termo logo foi aplicado a bandas específicas como Bauhaus que se seguiram a Joy Division e Siouxsie and the Banshees. Os acessórios musicais padrão das primeiras bandas de rock gótico como The Sisters of Mercy incluíam "linhas de baixo agudas pós-Joy Division usurpando o papel melódico" e "vocais que eram quase operísticos, barítonos, teutônicos ou profundos, com ecos de Jim Morrison e Ian Curtis."

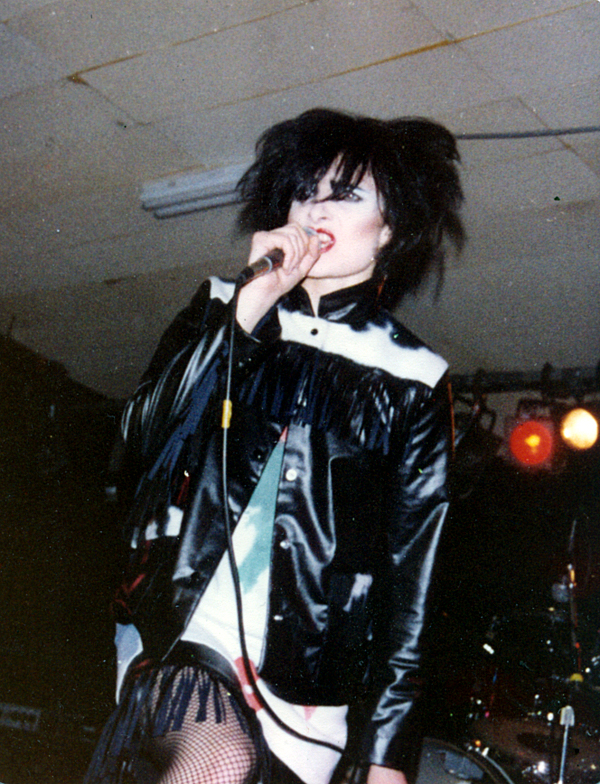
Siouxsie Sioux em Long Island, Nova York, novembro de 1980

Ao lado de Joy Division, Siouxsie and the Banshees foi considerada uma das bandas precursoras do pós-punk. Seus dois primeiros álbuns foram monocromático, obscuro, com um muitos significados musicais como guitarras afiadas, efeitos carregados e tambores tribais. Seu primeiro álbum The Scream de 1978 com seu grande som cheio de espaço e distância, sua última faixa, “Switch”, já possuía uma atmosfera sombria e misteriosa. O disco foi citado como uma influência pelos músicos do Joy Division. Join Hands de 1979 com sua atmosfera funeral inspirou muitas bandas mais tarde. Siouxsie Sioux tornou-se um ícone com olhos delineados de preto maquiagem, batom e cabelos desgrenhados. “Nightshift”, uma das faixas mais sombrias do álbum Juju, relata a história de um assassino que queria estar mais perto de seus amantes. O grupo foi desde o início um grande sucesso na Inglaterra com canções como “Cities In Dust”, “Hong Kong Garden” e “Dear Prudence”.

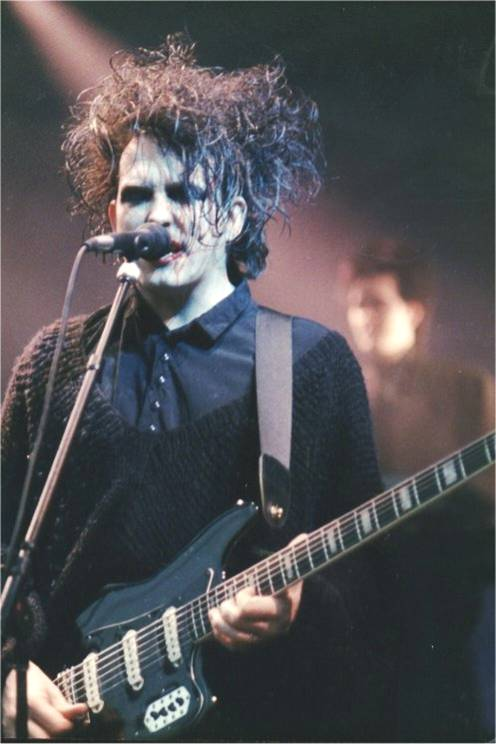
Robert Smith do The Cure em 1989, que esteve na capa do NME Originals: Goth em 2004.

Robert Smith liderou a banda inicialmente chamada Malice e Easy Cure antes de se tornar The Cure. The Cure surgiu em 1976 muito influenciados pelo punk dos anos 1970. Seu primeiro álbum Three Imaginary Boys, de 1979, teve uma turnê de promoção que os levou a serem convidados para serem a banda de suporte de Siouxsie And The Banshees onde Robert Smith tocou guitarra por um curto período. Os Banshees eram bastante conhecidos na cena pós-punk em parte graças a presença de palco e o vocal feminino de Siouxsie Sioux, que foi uma grande influência para a composição e o estilo artístico de Robert Smith. Após a edição do primeiro disco em 1979 e da coletânea americana Boys Don't Cry, The Cure entra em seu período mais sombrio, conhecido pela trilogia Seventeen Seconds (1980), Faith (1981) e Pornography (1982). Segundo como é descrito a trilogia – "soturna, depressiva, asfixiante, hipnótica, decadente, fúnebre, com letras que nos remete a busca infindável por algo que nunca verdadeiramente existiu, a perda da inocência, o ódio pela realidade humana, a uma ilusão da qual não se escapa, a solidão e o desespero" – Pornography foi o ápice desta fase, considerado desesperador, claustrofóbico e um dos álbuns mais sombrios da década de 1980. Nesta época, a banda estava a beira do colapso devido aos vícios e a depressão de Robert Smith. Foi durante este período sombrio que Smith desenvolveu sua imagem artística com seu estilo de vestir; cabelos desgrenhados, roupas escuras e batom vermelho nos lábios e olhos, o que posteriormente se tornou um ícone cultural. Este período é considerado por uma parte considerável de fãs como a melhor fase da banda, na qual foram produzidas as canções mais melancólicas do grupo como "A Forest", "Play For Today", "Primary", "Other Voices", "Charlotte Sometimes", "One Hundred Years", "The Hanging Garden", "A Strange Day", "Cold" entre outras. Contudo, músicas posteriores mais alegres e românticas como "In Between Days", "Pictures of You", "Just Like Heaven" e "Friday I'm in Love" foram mais reconhecidas como grandes sucessos da banda.

### Ramificações

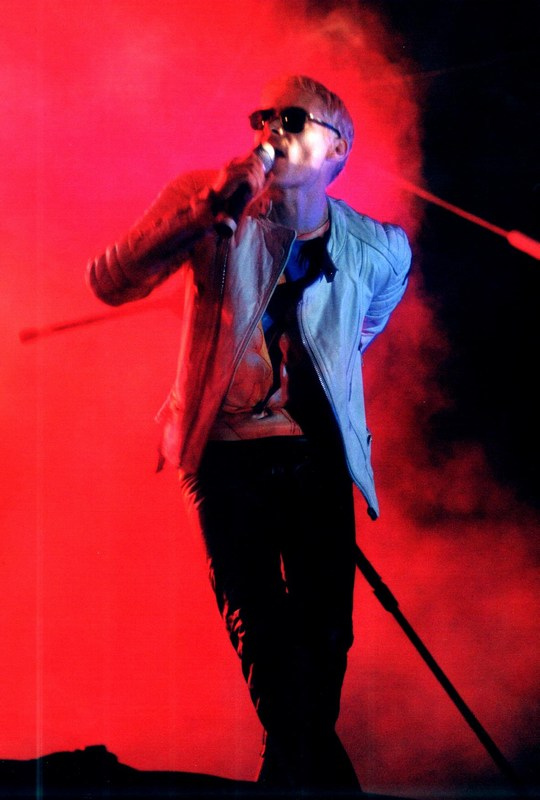
Andrew Eldritch, frontman e um dos fundadores do Sisters of Mercy

Embora originalmente considerado um termo para um número pequeno de bandas sombrias do pós-punk britânico, o rock gótico possui hoje um espectro bem maior, se afastando de suas origens e ao longo dos anos abrangendo outras cenas, estilos e gêneros musicais – desde o hard rock mais pesado (a exemplo de The Cult e The 69 Eyes), a música eletrônica e industrial (a exemplo de Blutengel e Alien Sex Fiend).

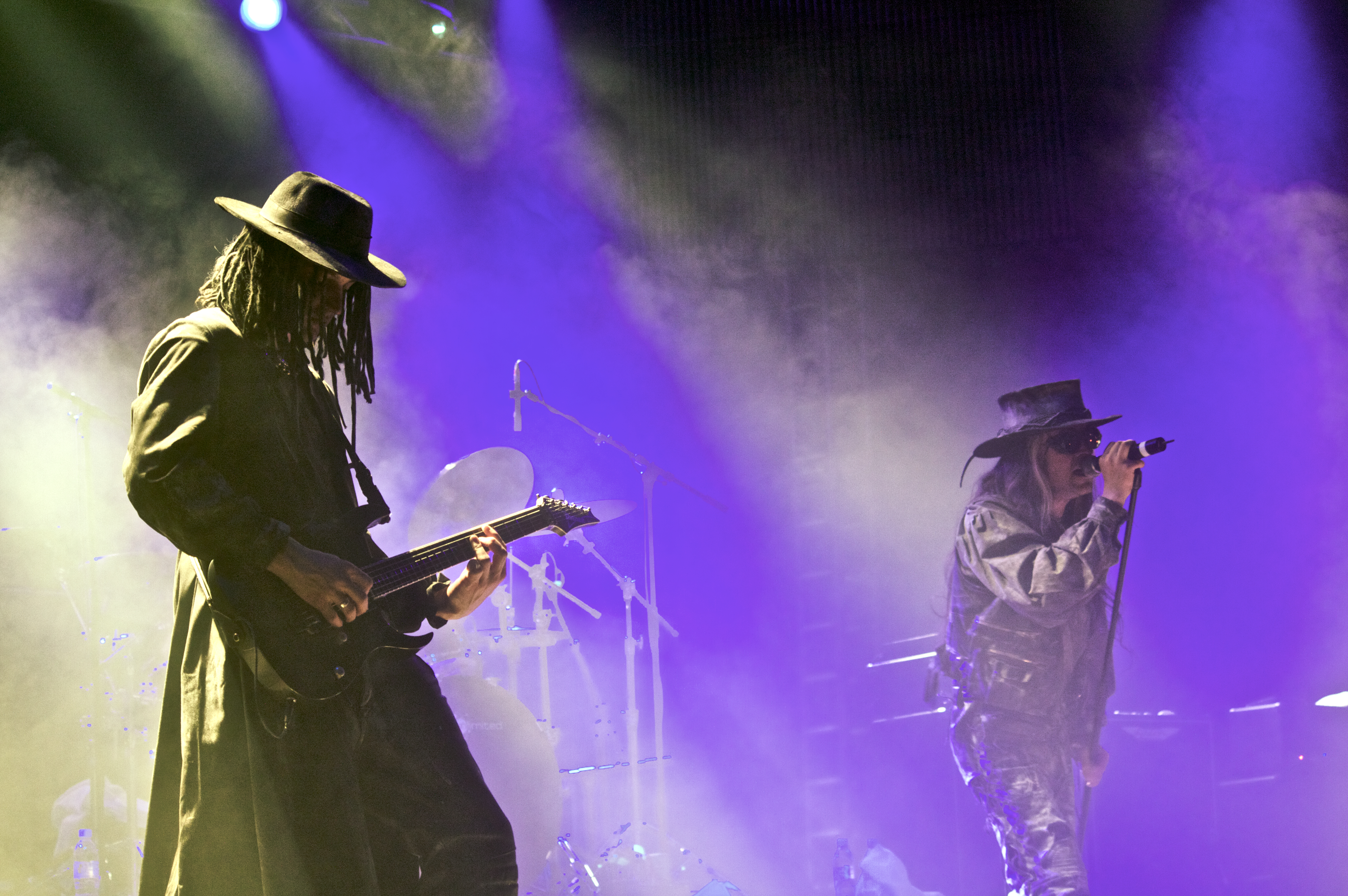
Fields of the Nephilim em 2008.

Com a evolução do gênero, outros estilos musicais derivados do rock gótico foram se integrando a subcultura gótica e se fundindo mais a ela, que embora possam às vezes ser abordados de maneira distinta, podem ser vistas como coisas inseparáveis uma das outras.

Na Austrália, a cena pós-punk era liderada pelo Birthday Party, banda que contava com os vocais de Nick Cave e sua aparência gótica e pálida de cabelos desgrenhados. Desiludidos, eles evoluíram para um som mais sombrio e desafiador, o que ajudou a inspirar novas bandas. Quando exportado para a costa oeste dos Estados Unidos, o rock gótico chegou da Inglaterra para se tornar o death rock, parcialmente ligado à cena hardcore da Califórnia. Nos Estados Unidos o estilo também ganhou várias casas noturnas e uma banda em destaque, o Christian Death, bandas como essas podiam se encaixar perfeitamente no rótulo "gótico". Enquanto que o death rock, como é conhecido hoje, é povoado de zumbis, ficção científica, humor negro e etc — inspirado em filmes de terror de orçamento baixo. Os Misfits (ligados ao horror punk) foram os primeiros a apresentarem tais temas, embora se mantendo ligados ao punk. Outras bandas incluíam Samhain, 45 Grave, Zombina and The Skeletones, Cinema Strange entre outros (Ver: Death rock).

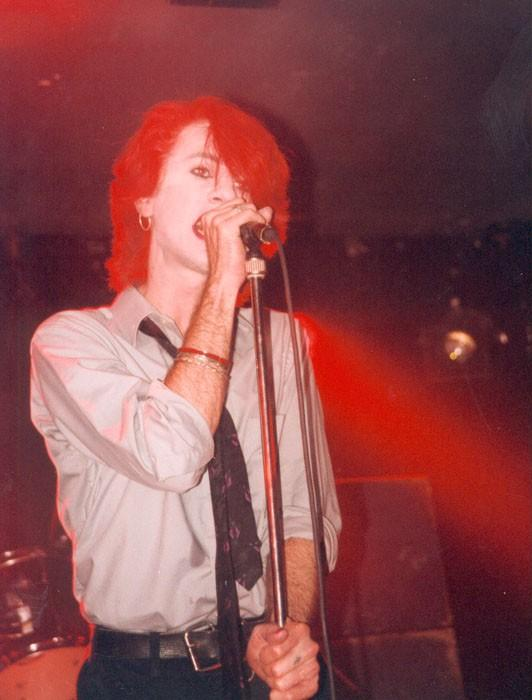
Rozz Williams, fundador do grupo Christian Death.

O Christian Death combinou "táticas conscientemente controversas" com o punk rock da Califórnia e influências de heavy metal. O cantor Rozz Williams cometeu suicídio em 1998, aos 34 anos. Já a banda 45 Grave foi mais inspirado no heavy metal do que Christian Death.
Bandas góticas americanas notáveis da década de 1980 incluem Super Heroines, Human Drama, The Wake e Kommunity FK.
As fases posteriores do gothic rock vieram com uma mudança no sucesso sonoro e comercial. Southern Death Cult foi reformado como The Cult, um grupo de hard rock mais convencional. Os membros do Bauhaus reformaram-se como Love and Rockets, influenciados pela psicodelia, alcançando sucesso comercial e de crítica durante o final dos anos 1980 e 1990. Na sua esteira, The Mission, que incluía dois ex-membros dos Sisters of Mercy (Wayne Hussey e Craig Adams), alcançou sucesso comercial em meados da década de 1980 até o início da década de 1990, assim como Fields of the Nephilim e All About Eve. Grupos europeus inspirados no rock gótico também proliferaram, incluindo Clan of Xymox. Outras bandas associadas ao rock gótico incluem All Living Fear, And Also the Trees, Balaam and the Angel, Claytown Troupe, Dream Disciples, Feeding Fingers, Inkubus Sukkubus, Libitina, Miranda Sex Garden, Nosferatu, Rosetta Stone e Suspiria.

## Impacto cultural
A década de 1990 viu um ressurgimento da subcultura gótica, alimentada em grande parte pelo cruzamento das cenas industrial, eletrônica e metal; e a cultura e a estética góticas novamente penetraram na consciência dominante, inspirando cenas musicais góticas prósperas na maioria das cidades e notoriedade na cultura popular. Começando no início da década de 1990, o metal gótico fundiu "a atmosfera sombria e melancólica do rock gótico com as guitarras barulhentas e a agressividade do heavy metal".
Na década de 1990, vários artistas, incluindo PJ Harvey, Marilyn Manson, Manic Street Preachers, e Nine Inch Nails incluiram características góticas em suas músicas sem ser necessariamente associado ao gênero. De acordo com Rolling Stone, a música de PJ Harvey em 1993 "vai do blues ao gótico ao grunge, muitas vezes no espaço de uma única música", enquanto artistas americanos como Marilyn Manson combinou "atmosfera de gótico e disco" com o som industrial. Em 1997, a Spin qualificou o segundo álbum de Portishead como "gótico", "mortal" e "trippy". O crítico Barry Walters observou que o grupo ficou "mais sombrio, profundo e perturbador" em comparação com seu álbum de estreia Dummy. Nos anos 2000, os críticos musicais notavam regularmente a influência do gótico nas bandas daquela época.